# Мотовилово (Нижньогородська область)
Мотовилово (рос. Мотовилово) — село в Арзамаському районі Нижньогородської області Російської Федерації.
Населення становить 902 особи. Входить до складу муніципального утворення Ломовська сільрада.

## Історія
Від 2009 року входить до складу муніципального утворення Ломовська сільрада.

## Населення
| 1999 | 2002 | 2010 |
| ---- | ---- | ---- |
| 1258 | ↘989 | ↘902 |